# دنيس بيرسون
دنيس بيرسون (بالسويدية: Dennis Persson)‏ هو لاعب هوكي الجليد سويدي، ولد في 2 يونيو 1988 في نيشوبينغ في السويد.

## وصلات خارجية
- دنيس بيرسون على موقع دوري الهوكي الوطني (الإنجليزية)
- دنيس بيرسون على موقع EliteProspects.com (الإنجليزية)
- دنيس بيرسون على موقع Eurohockey.com (الإنجليزية)
- دنيس بيرسون على موقع HockeyDB.com (الإنجليزية)